# Перемога (Звягельський район)
Перемо́га — село в Україні, у Звягельському районі Житомирської області. Населення становить 177 осіб.

## Населення

### Мова
Розподіл населення за рідною мовою за даними перепису 2001 року:
| Мова       | Кількість | Відсоток |
| ---------- | --------- | -------- |
| українська | 175       | 98.87%   |
| російська  | 2         | 1.13%    |
| Усього     | 177       | 100%     |